# Lista över fotbollsövergångar i Sverige 2018
Detta är en lista över fotbollsövergångar i Sverige säsongen 2018.
Endast övergångar i Allsvenskan och Superettan är inkluderade.

## Allsvenskan
Se Lista över fotbollsövergångar i Allsvenskan i Sverige 2018.

## Superettan
Se Lista över fotbollsövergångar i Superettan i Sverige 2018.